# Alişer
Alişer ou Alişir Efendî (em curdo:  Alîşêr Efendî; 1862 - 9 de julho de 1937), foi um poeta, bardo, intelectual curdo  e líder da tribo Koçgiri que lutou contra os otomanos durante a Primeira Guerra Mundial sob afiliação russa. Foi o organizador da Rebelião Koçgiri e um dos principais líderes da Rebelião de Dersim.
Um dos membros da tribo Koçgiri, nascido na atual vila de Azger (Atlıca), no distrito de İmranlı, em Sivas, em 1921, a "Rebelião Koçgiri", que ocorreu na região de Koçgiri, em Sivas, que fez nome para si mesmo com os acontecimentos que foram registados nos registos oficiais como causa e perpetrador de primeiro grau da "rebelião". 

## Biografia
Alişer nasceu nas fazendas de Koçgiri, no município de Ümraniye, e completou sua coleção em Sivas. Ele foi um poeta curdo muito famoso, com sua inteligência natural, lógica e raciocínio fortes e talento extraordinário.  Após a morte de Mustafa Paxá, Alişer; o filho mais velho do falecido, Alişan, foi nomeado seu guardião e, por isso, teve grande influência sobre as tribos Koçgiri em geral. Alişer usou esta influência no sentido pleno da palavra para a causa da libertação e da independência do Curdistão e, para este propósito, conseguiu criar uma forte unidade entre as tribos de Dersim.  Mais tarde, ele se casou com sua parente, Zarife. 

## Primeira Guerra Mundial
Alişer juntou-se ao exército russo na Guerra Mundial de 1914 para garantir a independência do Curdistão. Como representante curdo das regiões de Koçgiri, Sivas, Malátia e Dersim, trabalhou para o estabelecimento de uma administração autônoma do Curdistão sob os auspícios russos. Durante a ocupação russa de Erzinjane, Alişer chegou ao centro do distrito de Ovacık com um destacamento militar e aboliu a administração turca e estabeleceu lá uma administração curda. Este sucesso garantiu os pontos de contacto dos exércitos russos com Dersim. Já neste período, Dersim conseguiu estabelecer uma administração totalmente independente.  Os exércitos russos começaram a recuar e Alisher foi forçado a deixá-los e retornar para Dersim, onde permaneceu. 
Comandante turco otomano Wehib Paxá; Por considerar a situação de Dersim muito importante em termos políticos, garantiu o perdão de Alişer e de outros jovens Koçkiri e Dersim que se juntaram à Rússia com ele para vencer os curdos, permitindo assim que Alişer regressasse novamente a Koçgiri. 

## Depois da Primeira Guerra Mundial
A situação ocorrida devido à grande revolução na Rússia no final de 1917 exigiu a retirada dos exércitos russos de Erzinjane, e o movimento de retirada geral iniciado nas frentes no final do mesmo ano obrigou as forças arménias a tomar novas medidas militares.  O líder fedayi armênio, Sebastatsi Murad, queria fazer uma aliança forte com os dersimitas. Durante as negociações com Alişer sobre esta questão, algumas condições importantes não puderam ser acordadas e a tentativa de Sebastatsi Murad falhou.  De acordo com a declaração de Alişer, Murad Sebastatsi propôs um projecto que seguisse apenas o objectivo da Grande Arménia, e porque tinha medo de entrar numa aliança sobre a autonomia e independência do Curdistão, não foi possível concordar com ele e, portanto, foi forçado retirar-se para Dersim Ocidental. 
Ao enviar um mandato à Sociedade para a Ascensão do Curdistão em Istambul, ele declarou a lealdade dos curdos Koçgiri e Dersim à Sociedade e, ao mesmo tempo, estabeleceu filiais desta Sociedade com todos os lados.  Mais tarde, veio a Dersim e enviou telegramas ao governo de Ancara, juntamente com os Dersimitas, sobre a verificação da autonomia do Curdistão de acordo com o Tratado de Sèvres. Além dessas atividades no campo da diplomacia. Aproveitando a sua presença em Dersim, deu conferências sobre o povo curdo e criou correntes importantes, bem como estabeleceu organizações para garantir a independência curda. 

## Rebelião Koçgiri
Os curdos ao redor de Dersim começaram a se preparar para um eventual confronto com os nacionalistas turcos e invadiram vários depósitos de armas turcos. Em outubro de 1920, eles capturaram o suficiente para se sentirem em uma posição de força e Alisan Bey, o líder de Refahiye, preparou as tribos para a independência. Finalmente, em 15 de Novembro de 1920, entregaram uma declaração aos Kemalistas que afirmava o seguinte. 
- O Governo de Ancara deveria respeitar o acordo que os Curdos tinham com o Sultão em Istambul e aceitar a autonomia Curda
- O Governo de Ancara deveria também informar as pessoas que redigiram a declaração sobre a sua abordagem em relação a um Curdistão autónomo.
- Todos os prisioneiros curdos nas prisões de Erzinjane, Malátia, Elaziz (hoje Elaze) e Sivas serão libertados.
- A administração turca nas zonas de maioria curda deve abandonar
- E os militares turcos que foram enviados para as áreas curdas deveriam retirar-se

Eles solicitaram uma resposta até 24 de novembro de 1920.   No dia 25 de Dezembro, os Curdos exigiram novamente que lhes fossem concedidos mais direitos políticos nas províncias de Diarbaquir, Bitlisse, Vã e Carpute, conforme acordado no Tratado de Sèvres. 
Ali Kemal, então governador de Erzinjane, observou em suas memórias que Alisher tinha o título de "Inspetor do Exército do Califado". Portanto, embora a Rebelião Koçgiri tenha sido apenas uma tentativa de alguns notáveis nacionalistas curdos da região de tirar vantagem do fato de que alguns artigos do Tratado de Sèvres (10 de agosto de 1920) permitiam autonomia ou independência aos curdos, algumas outras fontes afirmam que Alişer era pró-Califado e pró-Sultanato e esta foi a razão da rebelião Koçgiri. 
O governo turco ofereceu atribuir um Mütessarif curdo ao Elaziz para Perteque, mas os revolucionários representados por Seyid Riza e Alişan Bey (oficial do Refahiye) recusaram a oferta e repetiram a exigência de que queriam um governo curdo independente e não imposto por Ancara.  O comandante do Exército Central, Nureddin Paxá, enviou uma força de cerca de 3.000 cavaleiros e irregulares, incluindo os batalhões de Topal Osman.  Em Fevereiro, começaram os combates entre os partidos e os turcos exigiram a rendição incondicional dos revolucionários curdos. Um primeiro grande encontro entre as facções terminou vitorioso para os Curdos, mas os combates continuaram  e os rebeldes foram esmagados em 17 de Junho de 1921.
De acordo com algumas fontes, Nureddin Paxá disse (outras fontes atribuem isso a Topal Osman):

Original:
Türkiye'de (Memlekette) Zo (Ermeniler) diyenleri temizledik, Lo (Kürtler) diyenlerin köklerini de ben temizleyeceğim.
Tradução:
“Na minha terra natal (Turquia), limpamos as pessoas que dizem “zo” (armênios), vou limpar as pessoas que dizem “lo” (curdos) pelas suas raízes”

## Rebelião de Dersim e morte

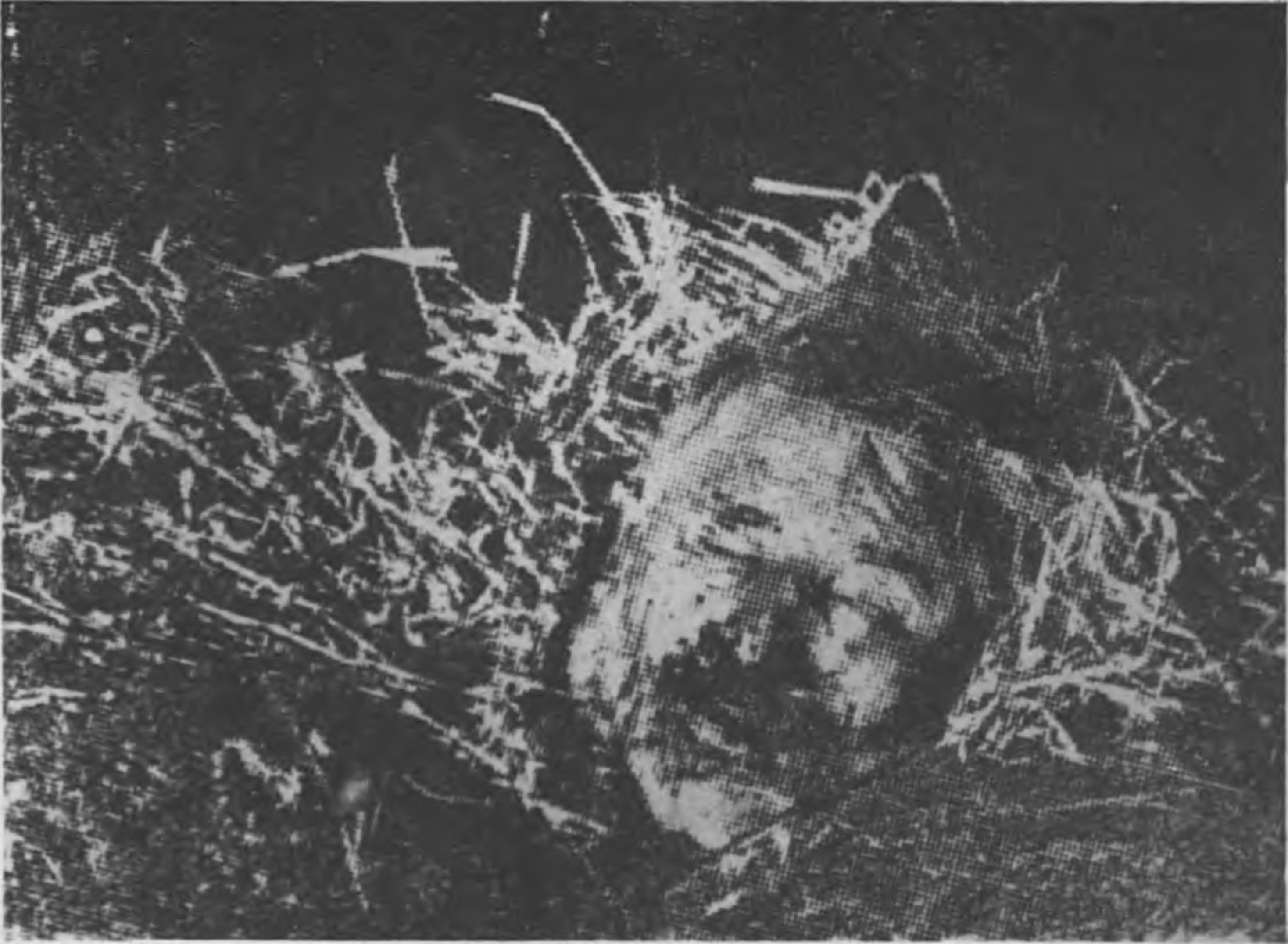
Crânio de Alişer, foto tirada após sua morte

Na rebelião de Dersim de 1937, ele cooperou com Seyid Riza e tentou fortalecer a espiritualidade dos Dersimitas e reforçar a unidade geral com palavras, caneta e de facto.  O centro de gravidade da guerra estava em Seyid Riza, e Alişer estava planejando planos de guerra. Portanto, o único propósito do General Alpdoğan era destruir o Alişer.  Foi para garantir o cumprimento deste propósito que Rehber esteve envolvido na guerra durante quinze dias. De acordo com Nuri Dersimi, o Rehber, que era 'vadia e astuto', conseguiu ganhar a confiança de todos os outros chefes, exceto Seyid Riza, até mesmo Alişer.  O quartel-general de Seyid Riza ficava em Halvori Vank, e o de Alişer em Ağdat. Ele até teve um encontro familiar em uma caverna no sopé da montanha Tujik. Como o Rehber estava sempre em contato com Alişer, ele estava ciente de todos os planos de Seyid Riza.  A fim de evitar mais derramamento de sangue humano, Seyid Riza decidiu que Alisher procuraria asilo no Irão ou no Iraque e imploraria a intercessão dos governos de França e Inglaterra. O Rehber estava ciente desta decisão. O Rehber então foi até Alisher com oito companheiros armados e o enganou até a morte. 

## Poesia de Alişer
Alişer escreveu poemas e proferiu frases em curdo.  O poeta e poeta Alişer, que de vez em quando escrevia poemas com o pseudônimo Taki, usava frequentemente os motivos da fé curda Alevi em seus poemas e combinava os dois campos – político e religioso – colocando elementos de crença em seus objetivos políticos. Dessa forma, ele deve ter tido a intenção de fazer com que seus ideais políticos fossem mais facilmente aceitos ou consolidados pela comunidade, tornando eficaz sua comunicação com o público. 

Alişer escreveu o seguinte em um poema escrito em curdo, que insultou Topal Osman ao mencionar sua crueldade e crueldade: 
A montanha de Pülümür deve puxar,
Fui até ele lentamente,
Que sua casa queime, maldito Topal Osman,
E você atirou em nossa juventude,
E você está nos processando,
Meu coração está de luto, irmão de luto,
Fumaça com neve envolveu a montanha em seu colo,
Que Shâh-e Mardan nos alcance,
Meu coração está de luto, irmão de luto,
Fumaça e neve cobriram a montanha,
Vá, vá, tribo, vá,
Eles trancaram nosso falecido em nossa porta,
Eles mataram as novas noivas e tiraram o ouro da cabeça dela,
Meu coração está triste, meu irmão está triste,
Fumaça com neve tomou conta da montanha,
As pontes sob Pülümür são duas ou três,
Eles mataram os noivos quando eles tinham dois ou três anos,
Deixe nossa causa permanecer para o julgamento, para Imam Husayn,

Meu coração está de luto, irmão de luto.
Neste poema são descritas as atrocidades cometidas por Topal Osman durante os acontecimentos de Koçgiri, os maus acontecimentos e a vitimização, e esta perseguição é referida ao Imam Husayn, que é novamente visto como o símbolo dos oprimidos na fé Alevi.  Como nos exemplos dados acima, Alişer utilizou frequentemente em seus poemas os temas do elemento Alevismo e também os dados relacionados aos acontecimentos do período. 

## Legado
"Alişer, que estudou e analisou as língua curda de forma excelente, compôs muitos poemas nacionais em curdo e cantou esses poemas para o povo com seu belo saz, despertando os sentimentos nacionais do tribos, despertando as altas aspirações dos curdos em suas palavras e saz, e chorando as tristezas e tristezas dos curdos com seu elevado espírito, palavras e saz."

 —Mehmed Nuri Dersimi, Dersim in the History of Kurdistan, (1952)
As diversas narrativas sobre Alişer; embora isso constitua a base de sua descrição de um "líder popular carismático", que se refere aos seus aspectos inteligente, corajoso, artista, herói, guerreiro e soldado entre os curdos, por outro lado, no discurso oficial - embora seja chamada a atenção às suas características positivas como inteligência, coragem, conhecimento e personalidade artística – travessura, foi motivo para ele ser mencionado com títulos como líder, rebelde ou traidor.  Alişer Efendi também é conhecido como uma das figuras simbólicas do movimento nacional curdo do século XX, juntamente com sua esposa, Zarife Xanım, que compartilhou com ele sua vida e o mesmo triste destino. 